# Callian (Gers)
Callian (gaskognisch Calhan) ist eine französische Gemeinde mit 53 Einwohnern (Stand 1. Januar 2022) im Département Gers in der Region Okzitanien. Sie gehört zum Arrondissement Auch und zum Kanton Fezensac. Callian ist zudem Mitglied des 2003 gegründeten Gemeindeverbands Artagnan de Fezensac. Die Einwohner werden Calliannais(es) genannt.

## Lage
Die Gemeinde Callian liegt am Fluss Guiroue, rund 25 Kilometer westlich der Stadt Auch im Zentrum des Départements Gers. Die Stadt Tarbes ist rund 47 Kilometer in südwestlicher Richtung entfernt. Zur Gemeinde gehören das Dorf Bazian, der Weiler Lézian und mehrere Einzelgehöfte.

## Geschichte
Die Gemeinde gehörte von 1793 bis 1801 zum Distrikt Auch. Seit 1801 ist sie Teil des Arrondissements Auch. Von 1793 bis 2015 gehörte die Gemeinde zum Wahlkreis (Kanton) Vic-Fezensac (zeitweise Vic-sur-Losse genannt).

### Bevölkerungsentwicklung
| Jahr                       | 1962 | 1968 | 1975 | 1982 | 1990 | 1999 | 2006 | 2012 | 2020 |
| Einwohner                  | 91   | 78   | 67   | 60   | 59   | 50   | 51   | 44   | 50   |
| Quellen: Cassini und INSEE |      |      |      |      |      |      |      |      |      |

## Sehenswürdigkeiten
- Kirche Saint-Martin aus dem Mittelalter
- Torturm
- mehrere Weg- und Flurkreuze in Callian und Lézian
- zwei Marieenstatuen
- Denkmal für die Gefallenen[1]

Quelle: